# حقا إيب

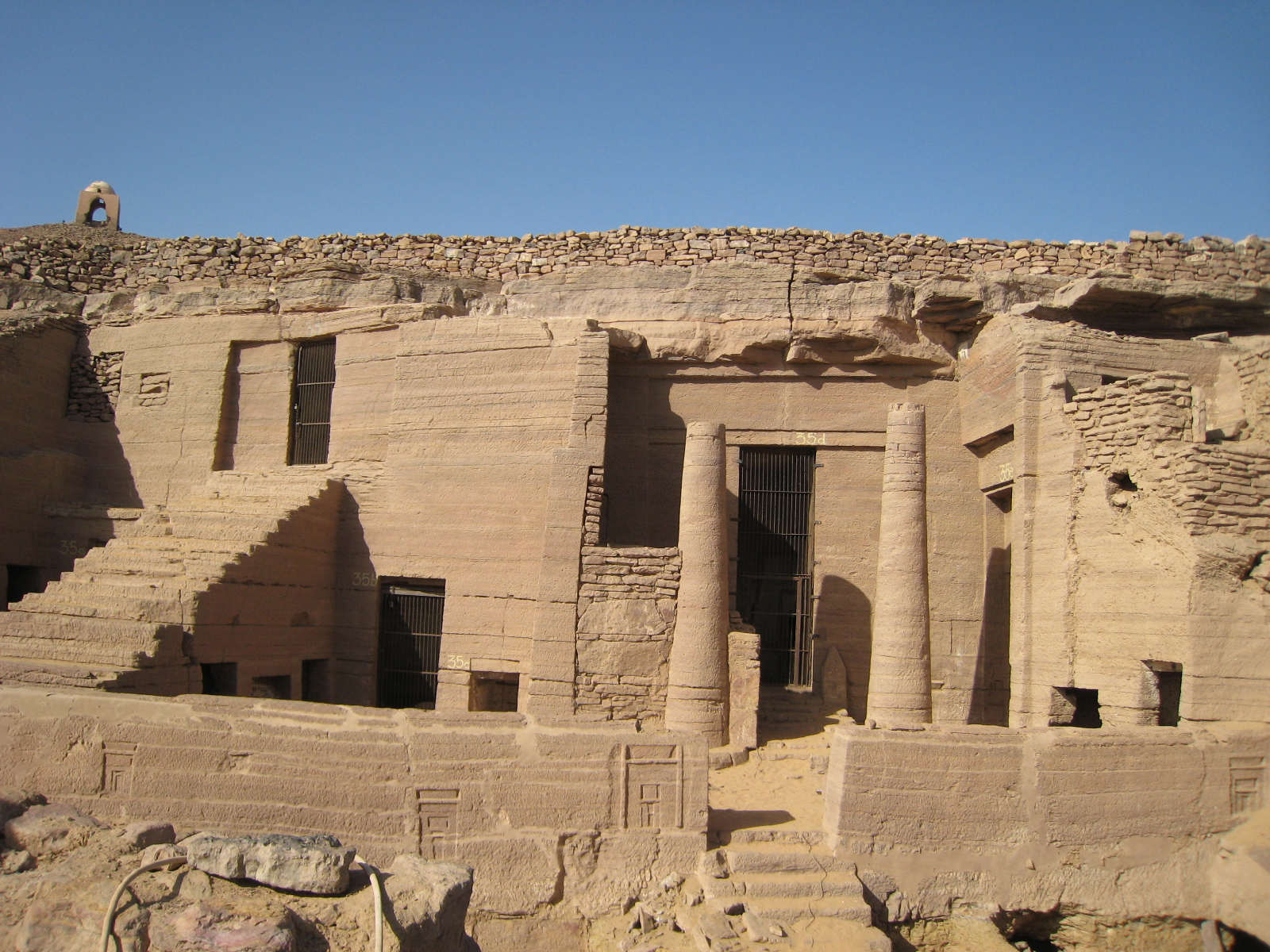
مدخل مقبرة حقا إيب بقبة الهوا

كان حقا إيب، وهو أيضًا حكا إيب أو حكا يب، أحد الأمراء المصريين القدامى لأول مقاطعة في مصر العليا ("أرض القوس") تحت حكم الملك بيبي الثاني، في أواخر الأسرة المصرية السادسة. كان أيضًا ضابطًا مسؤولًا عن الحملات العسكرية في النوبة.

## حياة مهنية
كان اسمه الحقيقي بيبي ناخت («[الملك] بيبي قوي»). كضابط، قاد ثلاث بعثات على الأقل. وكلها مسجلة على واجهة قبره في قبة الهوا (بالقرب من أسوان) بعد قائمة طويلة من ألقابه.
في الرحلة الاستكشافية الأولى، قاد بيبي ناخت هجومًا مفاجئًا على أراضي الواوات وإرثيت، مما أدى إلى مقتل العديد من المحاربين ونقل العديد من الأسرى إلى محكمة الملك المصري. ثم أعيد إلى نفس الأماكن (الرحلة الاستكشافية الثانية) حيث ألقى القبض على بعض زعماء القبائل، وأعاد أيضًا غنيمة. في بعثته الثالثة، تلقى بيبي ناخت تعليمات بإعادة جثة إنخيت؛ كان قائدًا لبعثة استكشافية مسؤولاً عن بناء سفينة للوصول إلى أرض بونت، لكنه تعرض للهجوم وقتل مع مرافقته من قبل «سكان الرمال». تنتهي السيرة الذاتية لبيبي ناخت فجأة بينما كان يهاجم «سكان الرمال». ومع ذلك، فمن المحتمل جدًا أنه كان قادرًا على إنجاز هذه المهمة.
أكسبته قدراته وجاذبيته لقب حقا إيب («من يسيطر على قلبه») ثم بعد وفاته تأليه سريعًا. قد تكون هذه الحقيقة ممثلة للقوة العظمى التي حققتها السلطات المحلية في هذه الفترة، والتي تعد مقدمة للانهيار الوشيك للدولة المصرية. ويبدو أن ابنه، المسمى سبني، خلفه في تهمه. تم العثور في غرفة بمبنى رسمي في مدينة إلفنتين على عدة صناديق خشبية عليها أسماء مسؤولين محليين. صندوق واحد يحمل اسم حقا إيب. تم استخدام هذه الصناديق على الأرجح في الطقوس حول العبادة الجنائزية للأشخاص المذكورين عليها.

## ميراث
بعد وقت قصير من وفاة حقا إيب وتأليهه، بدأ عدد كبير من الناس يعبدون هذا «القديس المحلي» في البداية أمام قبره في قبة الهوى، ثم لاحقًا في مزار شيد لهذا الغرض. من الوثائق المختلفة التي تركها هؤلاء المصلين، من المعروف أن العديد منهم سموا «حقا إيب» على شرفه، وحتى بعض الملوك المصريين معروفون بتركهم الإهداء في الحرم: من بين التماثيل الملكية الموجودة هنا يمكن ذكر تلك التماثيل لمنتوحتب الأول (على الرغم من وفاته)، إنتف الثاني، سنوسرت الثالث، أمنمحات الخامس، نفر حتب الأول، سوبك إمساف الأول، بينما من المعروف أن إنتف الثالث أمر بترميم الحرم خلال أوائل الأسرة الحادية عشرة.
قام خلفاء حقيب البعيدين خلال المملكة المصرية الوسطى مثل سارنبوت الأول وسارنبوت الثاني وحقا إيب الثالث بتوسيع الحرم من خلال بناء الأضرحة المخصصة له ولأنفسهم. ومع ذلك، مع ظهور الفترة الانتقالية الثانية المضطربة، تم التخلي عن الحرم بشكل تدريجي ومليء بالحطام، حتى أعاد إدوارد غزولي اكتشافه في عام 1932 وما تلاه من أعمال تنقيب قام بها هو ولبيب حبشى.